# Vilanova de l'Aguda
Vilanova de l'Aguda è un comune spagnolo situato nella comunità autonoma della Catalogna, nella provincia di Lleida.